# ثلاثة أيام من دي بان للسيدات 2021
ثلاثة أيام من دي بان للسيدات 2021 (بالفرنسية: Trois Jours de La Panne féminin 2021)‏ هو سباق دراجات هوائية، وهو الموسم رقم 4 من السباق، وأقيم في 25 مارس 2021، وامتدّ لمسافة 157.7 كيلومتر، وهو أحد سباقات طواف العالم للدراجات للسيدات 2021، وقد شارك في السباق 135 متسابقاً ووصل إلى نهايته 106 متسابقاً.
فاز فيه بالمركز الأول غريس براون، وبالمركز الثاني إيما نورسجارد يورجنسن، وبالمركز الثالث جولين ديهور.

## الفرق
| فرق سيدات عالمية (9)- ألي بي تي سي ليوبليانا 2021 ‏ - Liv AlUla Jayco ‏ - كانيون إس آر إيه إم راسينغ 2021 ‏ - فريق سنويب للسيدات 2021 ‏ - FDJ–Suez ‏ - ليف ريسينغ 2021 ‏ - موفيستار للسيدات 2021 ‏ - إس دي وركس 2021 ‏ - Lidl–Trek (women's team) ‏ فرق دراجات قارية سيدات (15)- أيه آر مونكس برو سيكلينج للسيدات 2021 ‏ - بنجوال شوفالمير 2021 ‏ - Ceratizit Pro Cycling ‏ - فريق كوجياس ميتلر لوك برو للدراجات 2021 ‏ - كووب-هايتك برودكتس 2021 ‏ - دولتشيني فان إيك بروكسيموس 2021 ‏ - دروبز-لي كول 2021 ‏ - لوتو سودال للسيدات 2021 ‏ - مولتم أكاونتس 2021 ‏ - إن إكس تي جي ريسينغ 2021 ‏ - باركهوتل فالكنبورغ 2021 ‏ - روبل كليننينج-شامبين 2021 ‏ - توب قيرلز فسى برتولو 2021 ‏ - فالكار سيلانس 2021 ‏ - بلانتور بورا 2021 ‏ |  |
| |  |

## المشاركون
| فريق سنويب للسيدات ‏ DSM | فريق سنويب للسيدات ‏ DSM | فريق سنويب للسيدات ‏ DSM |
| ----------------------- | ----------------------- | ----------------------- |
| م                       | عداء                    | مرتبة                   |
| 1                       | لورينا ويبيس            | 13                      |
| 2                       | فايفر جورجي             | 21                      |
| 3                       | ليا كيرشمان             | 68                      |
| 4                       | فرانشيسكا كوش ‏          | 31                      |
| 5                       | Julia Soek ‏             | 93                      |
| 6                       | سوزان أندرسن            | 24                      |

| ليف ريسينغ ‏ LIV | ليف ريسينغ ‏ LIV    | ليف ريسينغ ‏ LIV |
| --------------- | ------------------ | --------------- |
| م               | عداء               | مرتبة           |
| 11              | لوت كوبيكي (طريق)  | 4               |
| 12              | Valerie Demey ‏     | 59              |
| 13              | Marta Jaskulska ‏   | 76              |
| 14              | Jeanne Korevaar ‏   | 30              |
| 15              | Sabrina Stultiens ‏ | 86              |
| 16              | Evy Kuijpers ‏      | 57              |

| إس دي وركس ‏ SDW | إس دي وركس ‏ SDW       | إس دي وركس ‏ SDW |
| --------------- | --------------------- | --------------- |
| م               | عداء                  | مرتبة           |
| 21              | جولين ديهور           | 3               |
| 22              | إيلينا سيتشيني        | 67              |
| 23              | روكسان فورنييه        | 63              |
| 24              | كريستين ماجروس (طريق) | 15              |
| 25              | ايمي بيترز            | 9               |
| 26              | Lonneke Uneken ‏       | لم يكمل السباق  |

| Lidl–Trek (women's team) ‏ TFS | Lidl–Trek (women's team) ‏ TFS | Lidl–Trek (women's team) ‏ TFS |
| ----------------------------- | ----------------------------- | ----------------------------- |
| م                             | عداء                          | مرتبة                         |
| 31                            | شيرين فان أنروي               | 52                            |
| 32                            | أمالي ديديريكسن               | 92                            |
| 33                            | Lauretta Hanson ‏              | 12                            |
| 34                            | كلو هوسكينغ                   | 7                             |
| 35                            | روث ويندر                     | 75                            |
| 36                            | تريكسي ووراك                  | 105                           |

| موفيستار للسيدات ‏ MOV | موفيستار للسيدات ‏ MOV  | موفيستار للسيدات ‏ MOV |
| --------------------- | ---------------------- | --------------------- |
| م                     | عداء                   | مرتبة                 |
| 41                    | Emma Norsgaard (طريق)  | 2                     |
| 42                    | أود بيانيك             | 11                    |
| 43                    | باربرا جوارشي          | 64                    |
| 44                    | شيلا جوتيريز           | 106                   |
| 45                    | أليسيا غونزاليس بلانكو | 61                    |
| 46                    | Alba Teruel Ribes ‏     | 72                    |

| Liv AlUla Jayco ‏ BEX | Liv AlUla Jayco ‏ BEX | Liv AlUla Jayco ‏ BEX |
| -------------------- | -------------------- | -------------------- |
| م                    | عداء                 | مرتبة                |
| 51                   | جيسيكا ألين          | لم يكمل السباق       |
| 52                   | غريس براون           | 1                    |
| 53                   | Teniel Campbell ‏     | 47                   |
| 54                   | Arianna Fidanza ‏     | 42                   |
| 55                   | جيسيكا روبرتس        | لم يكمل السباق       |
| 56                   | سارة روي (طريق)      | لم يكمل السباق       |

| FDJ–Suez ‏ FDJ | FDJ–Suez ‏ FDJ      | FDJ–Suez ‏ FDJ |
| ------------- | ------------------ | ------------- |
| م             | عداء               | مرتبة         |
| 61            | Stine Borgli ‏      | 16            |
| 62            | Clara Copponi ‏     | 43            |
| 63            | أوجيني دوفال       | 51            |
| 64            | Maëlle Grossetête ‏ | 56            |
| 65            | لورين كيتشن        | 94            |
| 66            | جادي فيل           | 65            |

| كانيون–إس آر إيه إم ‏ CSR | كانيون–إس آر إيه إم ‏ CSR | كانيون–إس آر إيه إم ‏ CSR |
| ------------------------ | ------------------------ | ------------------------ |
| م                        | عداء                     | مرتبة                    |
| 71                       | Alice Barnes             | 8                        |
| 72                       | هانا بارنز               | 69                       |
| 73                       | Elise Chabbey ‏ (طريق)    | لم يكمل السباق           |
| 74                       | ليزا كلاين               | 104                      |
| 75                       | هانا لودفيغ              | 91                       |
| 76                       | الكسيس ريان              | 36                       |

| يو أي أيه تيم ‏ ALE | يو أي أيه تيم ‏ ALE | يو أي أيه تيم ‏ ALE |
| ------------------ | ------------------ | ------------------ |
| م                  | عداء               | مرتبة              |
| 81                 | مارتا باستيانيلي   | 66                 |
| 82                 | Maaike Boogaard ‏   | 70                 |
| 83                 | تاتيانا جوديرزو    | 22                 |
| 84                 | مارلين رويسر       | 26                 |
| 85                 | Laura Tomasi ‏      | لم يكمل السباق     |
| 86                 | Anna Trevisi ‏      | 87                 |

| Ceratizit Pro Cycling ‏ WNT | Ceratizit Pro Cycling ‏ WNT | Ceratizit Pro Cycling ‏ WNT |
| -------------------------- | -------------------------- | -------------------------- |
| م                          | عداء                       | مرتبة                      |
| 91                         | كيرستن وايلد               | 6                          |
| 92                         | ماريا جوليا كونفالونيري    | 29                         |
| 93                         | Marta Lach ‏ (طريق)         | 41                         |
| 94                         | Julie Norman Leth ‏         | 10                         |
| 95                         | Lea Lin Teutenberg ‏        | 103                        |
| 96                         | ليزا برينور (طريق)         | 48                         |

| لوتو بيليسول للسيدات ‏ LSL | لوتو بيليسول للسيدات ‏ LSL | لوتو بيليسول للسيدات ‏ LSL |
| ------------------------- | ------------------------- | ------------------------- |
| م                         | عداء                      | مرتبة                     |
| 101                       | Danique Braam ‏            | 89                        |
| 102                       | Alana Castrique ‏          | لم يكمل السباق            |
| 103                       | Lone Meertens ‏            | 46                        |
| 105                       | Elise vander Sande‏        | لم يكمل السباق            |
| 106                       | Jesse Vandenbulcke ‏       | 37                        |

| فريق كوجياس ميتلر لوك برو للدراجات ‏ CGS | فريق كوجياس ميتلر لوك برو للدراجات ‏ CGS | فريق كوجياس ميتلر لوك برو للدراجات ‏ CGS |
| --------------------------------------- | --------------------------------------- | --------------------------------------- |
| م                                       | عداء                                    | مرتبة                                   |
| 111                                     | تمارا بالابولينا ‏                       | لم يبدأ                                 |
| 112                                     | Iuliia Galimullina ‏                     | لم يبدأ                                 |
| 113                                     | Aigul Gareeva ‏                          | لم يبدأ                                 |
| 114                                     | غولناز خاتونتسيفا                       | لم يبدأ                                 |
| 115                                     | ديانا كليموفا (طريق)                    | لم يبدأ                                 |
| 116                                     | Marina Uvarova‏                          | لم يبدأ                                 |

| أيه آر مونكس برو سيكلينج للسيدات ‏ ASA | أيه آر مونكس برو سيكلينج للسيدات ‏ ASA | أيه آر مونكس برو سيكلينج للسيدات ‏ ASA |
| ------------------------------------- | ------------------------------------- | ------------------------------------- |
| م                                     | عداء                                  | مرتبة                                 |
| 121                                   | Maria Novolodskaya ‏                   | 38                                    |
| 122                                   | Katia Ragusa ‏                         | 18                                    |
| 123                                   | Lizbeth Salazar ‏                      | 25                                    |
| 124                                   | أرلينيس سيرا                          | 17                                    |
| 125                                   | Maria Vittoria Sperotto ‏              | 100                                   |
| 126                                   | Mariia Miliaeva ‏                      | 79                                    |

| باركهوتل فالكنبورغ ‏ PHV | باركهوتل فالكنبورغ ‏ PHV | باركهوتل فالكنبورغ ‏ PHV |
| ----------------------- | ----------------------- | ----------------------- |
| م                       | عداء                    | مرتبة                   |
| 131                     | Femke Gerritse ‏         | 80                      |
| 132                     | فيمكا ماركوس            | 20                      |
| 133                     | Lieke Nooijen ‏          | لم يكمل السباق          |
| 134                     | Mischa Bredewold ‏       | 33                      |
| 135                     | Amber van der Hulst ‏    | 32                      |
| 136                     | كيرستي فان هافتن        | لم يكمل السباق          |

| فالكار سيلانس ‏ VAL | فالكار سيلانس ‏ VAL | فالكار سيلانس ‏ VAL |
| ------------------ | ------------------ | ------------------ |
| م                  | عداء               | مرتبة              |
| 141                | Martina Alzini ‏    | 34                 |
| 142                | إليسا بالسامو      | 5                  |
| 143                | كيارا كونسوني      | 58                 |
| 144                | Vittoria Guazzini ‏ | لم يكمل السباق     |
| 145                | Silvia Persico ‏    | 71                 |
| 146                | Ilaria Sanguineti ‏ | 62                 |

| بنجوال شوفالمير ‏ CCT | بنجوال شوفالمير ‏ CCT | بنجوال شوفالمير ‏ CCT |
| -------------------- | -------------------- | -------------------- |
| م                    | عداء                 | مرتبة                |
| 151                  | كيلي درويتس          | لم يكمل السباق       |
| 152                  | Caren Commissaris‏    | لم يكمل السباق       |
| 153                  | كيلي فان دن ستين     | 27                   |
| 154                  | Nathalie Bex ‏        | 88                   |
| 155                  | ناتالي فان غوخ       | 28                   |
| 156                  | Claudia Jongerius‏    | 55                   |

| بلانتور بورا سيلينج تيم ‏ PLP | بلانتور بورا سيلينج تيم ‏ PLP | بلانتور بورا سيلينج تيم ‏ PLP |
| ---------------------------- | ---------------------------- | ---------------------------- |
| م                            | عداء                         | مرتبة                        |
| 161                          | Ceylin del Carmen Alvarado   | 53                           |
| 162                          | ساني كانت                    | 74                           |
| 163                          | Julie De Wilde ‏              | لم يكمل السباق               |
| 164                          | Yara Kastelijn ‏              | 73                           |
| 165                          | Laura Süßemilch ‏             | 60                           |
| 166                          | Manon Bakker ‏                | 102                          |

| دولتشيني فان إيك بروكسيموس ‏ DVE | دولتشيني فان إيك بروكسيموس ‏ DVE | دولتشيني فان إيك بروكسيموس ‏ DVE |
| ------------------------------- | ------------------------------- | ------------------------------- |
| م                               | عداء                            | مرتبة                           |
| 171                             | Minke Bakker‏                    | لم يكمل السباق                  |
| 172                             | Victoire Berteau ‏               | لم يكمل السباق                  |
| 173                             | Dina Scavone‏                    | لم يكمل السباق                  |
| 174                             | Christina Schweinberger ‏        | 98                              |
| 175                             | Kathrin Schweinberger ‏ (طريق)   | 40                              |
| 176                             | Marieke de Groot ‏               | لم يكمل السباق                  |

| أوتوجلاس ويترين ‏ MUL | أوتوجلاس ويترين ‏ MUL | أوتوجلاس ويترين ‏ MUL |
| -------------------- | -------------------- | -------------------- |
| م                    | عداء                 | مرتبة                |
| 181                  | آن صوفي دويك         | لم يكمل السباق       |
| 182                  | Rosalie Van der Wolf‏ | لم يكمل السباق       |
| 183                  | Fien Delbaere ‏       | 45                   |
| 184                  | Marijke de Smedt‏     | 83                   |
| 185                  | Céline van Houtum‏    | 39                   |
| 186                  | Kylie Waterreus ‏     | 78                   |

| دروبز ‏ DRP | دروبز ‏ DRP               | دروبز ‏ DRP     |
| ---------- | ------------------------ | -------------- |
| م          | عداء                     | مرتبة          |
| 191        | Elizabeth Bennett‏        | لم يكمل السباق |
| 192        | ماريا مارتينز            | 35             |
| 193        | إميلي موبيرج             | 14             |
| 194        | Sara Penton ‏             | 23             |
| 195        | Marjolein van 't Geloof ‏ | 99             |
| 196        | Maike van der Duin ‏      | 77             |

| تيم كوب هايتك بوردكتس ‏ HPU | تيم كوب هايتك بوردكتس ‏ HPU | تيم كوب هايتك بوردكتس ‏ HPU |
| -------------------------- | -------------------------- | -------------------------- |
| م                          | عداء                       | مرتبة                      |
| 201                        | Caroline Andersson ‏        | لم يكمل السباق             |
| 203                        | Martine Gjøs ‏              | لم يكمل السباق             |
| 204                        | Amalie Lutro ‏              | 54                         |
| 205                        | Ann Helen Olsen‏            | لم يكمل السباق             |

| إن إكس تي جي ريسينغ ‏ NXG | إن إكس تي جي ريسينغ ‏ NXG | إن إكس تي جي ريسينغ ‏ NXG |
| ------------------------ | ------------------------ | ------------------------ |
| م                        | عداء                     | مرتبة                    |
| 211                      | Shari Bossuyt ‏           | لم يكمل السباق           |
| 212                      | Mylène de Zoete ‏         | 19                       |
| 213                      | Ilse Pluimers ‏           | 81                       |
| 214                      | Britt Knaven ‏            | لم يكمل السباق           |
| 215                      | Charlotte Kool ‏          | لم يكمل السباق           |
| 216                      | Emily Wadsworth ‏         | لم يكمل السباق           |

| روبل كليننينج ‏ RUP | روبل كليننينج ‏ RUP | روبل كليننينج ‏ RUP |
| ------------------ | ------------------ | ------------------ |
| م                  | عداء               | مرتبة              |
| 221                | Svenja Betz‏        | لم يكمل السباق     |
| 222                | Antonia Gröndahl ‏  | 101                |
| 223                | Mia Griffin ‏       | 90                 |
| 224                | Aline Seitz ‏       | 82                 |
| 225                | أليس شارب          | 84                 |
| 226                | Sara Van de Vel ‏   | 85                 |

| توب قيرلز فسى برتولو ‏ TOP | توب قيرلز فسى برتولو ‏ TOP | توب قيرلز فسى برتولو ‏ TOP |
| ------------------------- | ------------------------- | ------------------------- |
| م                         | عداء                      | مرتبة                     |
| 231                       | Michela Balducci ‏         | 44                        |
| 232                       | Giorgia Bariani ‏          | 96                        |
| 233                       | Gaia Masetti ‏             | 49                        |
| 234                       | Greta Marturano ‏          | 97                        |
| 235                       | Debora Silvestri ‏         | 50                        |
| 236                       | Giorgia Vettorello ‏       | 95                        |

| فريق سنويب للسيدات ‏ DSM | فريق سنويب للسيدات ‏ DSM | فريق سنويب للسيدات ‏ DSM |
| ----------------------- | ----------------------- | ----------------------- |
| م                       | عداء                    | مرتبة                   |
| 1                       | لورينا ويبيس            | 13                      |
| 2                       | فايفر جورجي             | 21                      |
| 3                       | ليا كيرشمان             | 68                      |
| 4                       | فرانشيسكا كوش ‏          | 31                      |
| 5                       | Julia Soek ‏             | 93                      |
| 6                       | سوزان أندرسن            | 24                      |

| ليف ريسينغ ‏ LIV | ليف ريسينغ ‏ LIV    | ليف ريسينغ ‏ LIV |
| --------------- | ------------------ | --------------- |
| م               | عداء               | مرتبة           |
| 11              | لوت كوبيكي (طريق)  | 4               |
| 12              | Valerie Demey ‏     | 59              |
| 13              | Marta Jaskulska ‏   | 76              |
| 14              | Jeanne Korevaar ‏   | 30              |
| 15              | Sabrina Stultiens ‏ | 86              |
| 16              | Evy Kuijpers ‏      | 57              |

| إس دي وركس ‏ SDW | إس دي وركس ‏ SDW       | إس دي وركس ‏ SDW |
| --------------- | --------------------- | --------------- |
| م               | عداء                  | مرتبة           |
| 21              | جولين ديهور           | 3               |
| 22              | إيلينا سيتشيني        | 67              |
| 23              | روكسان فورنييه        | 63              |
| 24              | كريستين ماجروس (طريق) | 15              |
| 25              | ايمي بيترز            | 9               |
| 26              | Lonneke Uneken ‏       | لم يكمل السباق  |

| Lidl–Trek (women's team) ‏ TFS | Lidl–Trek (women's team) ‏ TFS | Lidl–Trek (women's team) ‏ TFS |
| ----------------------------- | ----------------------------- | ----------------------------- |
| م                             | عداء                          | مرتبة                         |
| 31                            | شيرين فان أنروي               | 52                            |
| 32                            | أمالي ديديريكسن               | 92                            |
| 33                            | Lauretta Hanson ‏              | 12                            |
| 34                            | كلو هوسكينغ                   | 7                             |
| 35                            | روث ويندر                     | 75                            |
| 36                            | تريكسي ووراك                  | 105                           |

| موفيستار للسيدات ‏ MOV | موفيستار للسيدات ‏ MOV  | موفيستار للسيدات ‏ MOV |
| --------------------- | ---------------------- | --------------------- |
| م                     | عداء                   | مرتبة                 |
| 41                    | Emma Norsgaard (طريق)  | 2                     |
| 42                    | أود بيانيك             | 11                    |
| 43                    | باربرا جوارشي          | 64                    |
| 44                    | شيلا جوتيريز           | 106                   |
| 45                    | أليسيا غونزاليس بلانكو | 61                    |
| 46                    | Alba Teruel Ribes ‏     | 72                    |

| Liv AlUla Jayco ‏ BEX | Liv AlUla Jayco ‏ BEX | Liv AlUla Jayco ‏ BEX |
| -------------------- | -------------------- | -------------------- |
| م                    | عداء                 | مرتبة                |
| 51                   | جيسيكا ألين          | لم يكمل السباق       |
| 52                   | غريس براون           | 1                    |
| 53                   | Teniel Campbell ‏     | 47                   |
| 54                   | Arianna Fidanza ‏     | 42                   |
| 55                   | جيسيكا روبرتس        | لم يكمل السباق       |
| 56                   | سارة روي (طريق)      | لم يكمل السباق       |

| FDJ–Suez ‏ FDJ | FDJ–Suez ‏ FDJ      | FDJ–Suez ‏ FDJ |
| ------------- | ------------------ | ------------- |
| م             | عداء               | مرتبة         |
| 61            | Stine Borgli ‏      | 16            |
| 62            | Clara Copponi ‏     | 43            |
| 63            | أوجيني دوفال       | 51            |
| 64            | Maëlle Grossetête ‏ | 56            |
| 65            | لورين كيتشن        | 94            |
| 66            | جادي فيل           | 65            |

| كانيون–إس آر إيه إم ‏ CSR | كانيون–إس آر إيه إم ‏ CSR | كانيون–إس آر إيه إم ‏ CSR |
| ------------------------ | ------------------------ | ------------------------ |
| م                        | عداء                     | مرتبة                    |
| 71                       | Alice Barnes             | 8                        |
| 72                       | هانا بارنز               | 69                       |
| 73                       | Elise Chabbey ‏ (طريق)    | لم يكمل السباق           |
| 74                       | ليزا كلاين               | 104                      |
| 75                       | هانا لودفيغ              | 91                       |
| 76                       | الكسيس ريان              | 36                       |

| يو أي أيه تيم ‏ ALE | يو أي أيه تيم ‏ ALE | يو أي أيه تيم ‏ ALE |
| ------------------ | ------------------ | ------------------ |
| م                  | عداء               | مرتبة              |
| 81                 | مارتا باستيانيلي   | 66                 |
| 82                 | Maaike Boogaard ‏   | 70                 |
| 83                 | تاتيانا جوديرزو    | 22                 |
| 84                 | مارلين رويسر       | 26                 |
| 85                 | Laura Tomasi ‏      | لم يكمل السباق     |
| 86                 | Anna Trevisi ‏      | 87                 |

| Ceratizit Pro Cycling ‏ WNT | Ceratizit Pro Cycling ‏ WNT | Ceratizit Pro Cycling ‏ WNT |
| -------------------------- | -------------------------- | -------------------------- |
| م                          | عداء                       | مرتبة                      |
| 91                         | كيرستن وايلد               | 6                          |
| 92                         | ماريا جوليا كونفالونيري    | 29                         |
| 93                         | Marta Lach ‏ (طريق)         | 41                         |
| 94                         | Julie Norman Leth ‏         | 10                         |
| 95                         | Lea Lin Teutenberg ‏        | 103                        |
| 96                         | ليزا برينور (طريق)         | 48                         |

| لوتو بيليسول للسيدات ‏ LSL | لوتو بيليسول للسيدات ‏ LSL | لوتو بيليسول للسيدات ‏ LSL |
| ------------------------- | ------------------------- | ------------------------- |
| م                         | عداء                      | مرتبة                     |
| 101                       | Danique Braam ‏            | 89                        |
| 102                       | Alana Castrique ‏          | لم يكمل السباق            |
| 103                       | Lone Meertens ‏            | 46                        |
| 105                       | Elise vander Sande‏        | لم يكمل السباق            |
| 106                       | Jesse Vandenbulcke ‏       | 37                        |

| فريق كوجياس ميتلر لوك برو للدراجات ‏ CGS | فريق كوجياس ميتلر لوك برو للدراجات ‏ CGS | فريق كوجياس ميتلر لوك برو للدراجات ‏ CGS |
| --------------------------------------- | --------------------------------------- | --------------------------------------- |
| م                                       | عداء                                    | مرتبة                                   |
| 111                                     | تمارا بالابولينا ‏                       | لم يبدأ                                 |
| 112                                     | Iuliia Galimullina ‏                     | لم يبدأ                                 |
| 113                                     | Aigul Gareeva ‏                          | لم يبدأ                                 |
| 114                                     | غولناز خاتونتسيفا                       | لم يبدأ                                 |
| 115                                     | ديانا كليموفا (طريق)                    | لم يبدأ                                 |
| 116                                     | Marina Uvarova‏                          | لم يبدأ                                 |

| أيه آر مونكس برو سيكلينج للسيدات ‏ ASA | أيه آر مونكس برو سيكلينج للسيدات ‏ ASA | أيه آر مونكس برو سيكلينج للسيدات ‏ ASA |
| ------------------------------------- | ------------------------------------- | ------------------------------------- |
| م                                     | عداء                                  | مرتبة                                 |
| 121                                   | Maria Novolodskaya ‏                   | 38                                    |
| 122                                   | Katia Ragusa ‏                         | 18                                    |
| 123                                   | Lizbeth Salazar ‏                      | 25                                    |
| 124                                   | أرلينيس سيرا                          | 17                                    |
| 125                                   | Maria Vittoria Sperotto ‏              | 100                                   |
| 126                                   | Mariia Miliaeva ‏                      | 79                                    |

| باركهوتل فالكنبورغ ‏ PHV | باركهوتل فالكنبورغ ‏ PHV | باركهوتل فالكنبورغ ‏ PHV |
| ----------------------- | ----------------------- | ----------------------- |
| م                       | عداء                    | مرتبة                   |
| 131                     | Femke Gerritse ‏         | 80                      |
| 132                     | فيمكا ماركوس            | 20                      |
| 133                     | Lieke Nooijen ‏          | لم يكمل السباق          |
| 134                     | Mischa Bredewold ‏       | 33                      |
| 135                     | Amber van der Hulst ‏    | 32                      |
| 136                     | كيرستي فان هافتن        | لم يكمل السباق          |

| فالكار سيلانس ‏ VAL | فالكار سيلانس ‏ VAL | فالكار سيلانس ‏ VAL |
| ------------------ | ------------------ | ------------------ |
| م                  | عداء               | مرتبة              |
| 141                | Martina Alzini ‏    | 34                 |
| 142                | إليسا بالسامو      | 5                  |
| 143                | كيارا كونسوني      | 58                 |
| 144                | Vittoria Guazzini ‏ | لم يكمل السباق     |
| 145                | Silvia Persico ‏    | 71                 |
| 146                | Ilaria Sanguineti ‏ | 62                 |

| بنجوال شوفالمير ‏ CCT | بنجوال شوفالمير ‏ CCT | بنجوال شوفالمير ‏ CCT |
| -------------------- | -------------------- | -------------------- |
| م                    | عداء                 | مرتبة                |
| 151                  | كيلي درويتس          | لم يكمل السباق       |
| 152                  | Caren Commissaris‏    | لم يكمل السباق       |
| 153                  | كيلي فان دن ستين     | 27                   |
| 154                  | Nathalie Bex ‏        | 88                   |
| 155                  | ناتالي فان غوخ       | 28                   |
| 156                  | Claudia Jongerius‏    | 55                   |

| بلانتور بورا سيلينج تيم ‏ PLP | بلانتور بورا سيلينج تيم ‏ PLP | بلانتور بورا سيلينج تيم ‏ PLP |
| ---------------------------- | ---------------------------- | ---------------------------- |
| م                            | عداء                         | مرتبة                        |
| 161                          | Ceylin del Carmen Alvarado   | 53                           |
| 162                          | ساني كانت                    | 74                           |
| 163                          | Julie De Wilde ‏              | لم يكمل السباق               |
| 164                          | Yara Kastelijn ‏              | 73                           |
| 165                          | Laura Süßemilch ‏             | 60                           |
| 166                          | Manon Bakker ‏                | 102                          |

| دولتشيني فان إيك بروكسيموس ‏ DVE | دولتشيني فان إيك بروكسيموس ‏ DVE | دولتشيني فان إيك بروكسيموس ‏ DVE |
| ------------------------------- | ------------------------------- | ------------------------------- |
| م                               | عداء                            | مرتبة                           |
| 171                             | Minke Bakker‏                    | لم يكمل السباق                  |
| 172                             | Victoire Berteau ‏               | لم يكمل السباق                  |
| 173                             | Dina Scavone‏                    | لم يكمل السباق                  |
| 174                             | Christina Schweinberger ‏        | 98                              |
| 175                             | Kathrin Schweinberger ‏ (طريق)   | 40                              |
| 176                             | Marieke de Groot ‏               | لم يكمل السباق                  |

| أوتوجلاس ويترين ‏ MUL | أوتوجلاس ويترين ‏ MUL | أوتوجلاس ويترين ‏ MUL |
| -------------------- | -------------------- | -------------------- |
| م                    | عداء                 | مرتبة                |
| 181                  | آن صوفي دويك         | لم يكمل السباق       |
| 182                  | Rosalie Van der Wolf‏ | لم يكمل السباق       |
| 183                  | Fien Delbaere ‏       | 45                   |
| 184                  | Marijke de Smedt‏     | 83                   |
| 185                  | Céline van Houtum‏    | 39                   |
| 186                  | Kylie Waterreus ‏     | 78                   |

| دروبز ‏ DRP | دروبز ‏ DRP               | دروبز ‏ DRP     |
| ---------- | ------------------------ | -------------- |
| م          | عداء                     | مرتبة          |
| 191        | Elizabeth Bennett‏        | لم يكمل السباق |
| 192        | ماريا مارتينز            | 35             |
| 193        | إميلي موبيرج             | 14             |
| 194        | Sara Penton ‏             | 23             |
| 195        | Marjolein van 't Geloof ‏ | 99             |
| 196        | Maike van der Duin ‏      | 77             |

| تيم كوب هايتك بوردكتس ‏ HPU | تيم كوب هايتك بوردكتس ‏ HPU | تيم كوب هايتك بوردكتس ‏ HPU |
| -------------------------- | -------------------------- | -------------------------- |
| م                          | عداء                       | مرتبة                      |
| 201                        | Caroline Andersson ‏        | لم يكمل السباق             |
| 203                        | Martine Gjøs ‏              | لم يكمل السباق             |
| 204                        | Amalie Lutro ‏              | 54                         |
| 205                        | Ann Helen Olsen‏            | لم يكمل السباق             |

| إن إكس تي جي ريسينغ ‏ NXG | إن إكس تي جي ريسينغ ‏ NXG | إن إكس تي جي ريسينغ ‏ NXG |
| ------------------------ | ------------------------ | ------------------------ |
| م                        | عداء                     | مرتبة                    |
| 211                      | Shari Bossuyt ‏           | لم يكمل السباق           |
| 212                      | Mylène de Zoete ‏         | 19                       |
| 213                      | Ilse Pluimers ‏           | 81                       |
| 214                      | Britt Knaven ‏            | لم يكمل السباق           |
| 215                      | Charlotte Kool ‏          | لم يكمل السباق           |
| 216                      | Emily Wadsworth ‏         | لم يكمل السباق           |

| روبل كليننينج ‏ RUP | روبل كليننينج ‏ RUP | روبل كليننينج ‏ RUP |
| ------------------ | ------------------ | ------------------ |
| م                  | عداء               | مرتبة              |
| 221                | Svenja Betz‏        | لم يكمل السباق     |
| 222                | Antonia Gröndahl ‏  | 101                |
| 223                | Mia Griffin ‏       | 90                 |
| 224                | Aline Seitz ‏       | 82                 |
| 225                | أليس شارب          | 84                 |
| 226                | Sara Van de Vel ‏   | 85                 |

| توب قيرلز فسى برتولو ‏ TOP | توب قيرلز فسى برتولو ‏ TOP | توب قيرلز فسى برتولو ‏ TOP |
| ------------------------- | ------------------------- | ------------------------- |
| م                         | عداء                      | مرتبة                     |
| 231                       | Michela Balducci ‏         | 44                        |
| 232                       | Giorgia Bariani ‏          | 96                        |
| 233                       | Gaia Masetti ‏             | 49                        |
| 234                       | Greta Marturano ‏          | 97                        |
| 235                       | Debora Silvestri ‏         | 50                        |
| 236                       | Giorgia Vettorello ‏       | 95                        |

## التصنيف العام النهائي
| التصنيف العام                          | التصنيف العام         | التصنيف العام   | التصنيف العام           | التصنيف العام     |
| العداء                                 | العداء                | البلد           | الفريق                  | الوقت             |
| -------------------------------------- | --------------------- | --------------- | ----------------------- | ----------------- |
| 1                                      | غريس براون            | أستراليا        | Team BikeExchange       | 4 س 03 دقيقة 17 ث |
| 2                                      | إيما نورسجارد يورجنسن | الدنمارك        | Movistar Team           | + 7 ث             |
| 3                                      | جولين ديهور           | بلجيكا          | SD Worx                 | + 7 ث             |
| 4                                      | لوت كوبيكي            | بلجيكا          | Liv Racing              | + 7 ث             |
| 5                                      | إليسا بالسامو         | إيطاليا         | Valcar Travel & Service | + 7 ث             |
| 6                                      | كيرستن وايلد          | هولندا          | Ceratizit-WNT           | + 7 ث             |
| 7                                      | كلو هوسكينغ           | أستراليا        | Trek-Segafredo          | + 7 ث             |
| 8                                      | أليس بارنز            | المملكة المتحدة | Canyon-SRAM Racing      | + 7 ث             |
| 9                                      | ايمي بيترز            | هولندا          | SD Worx                 | + 12 ث            |
| 10                                     | Julie Norman Leth ‏    | الدنمارك        | Ceratizit-WNT           | + 12 ث            |
| مصدر: ProCyclingStats Cycling Quotient |                       |                 |                         |                   |

### تصنيف النقاط
| تصنيف النقاط                           | تصنيف النقاط                | تصنيف النقاط | تصنيف النقاط                       | تصنيف النقاط |
| العداء                                 | العداء                      | البلد        | الفريق                             | النقاط       |
| -------------------------------------- | --------------------------- | ------------ | ---------------------------------- | ------------ |
| 1                                      | إليسا ونغو بورغيني          | إيطاليا      | Trek-Segafredo                     | 720 نقطة     |
| 2                                      | ماريان فوس                  | هولندا       | Jumbo-Visma                        | 440 نقطة     |
| 3                                      | سيسيلي أوتوب لودفيغ         | الدنمارك     | FDJ-Nouvelle Aquitaine-Futuroscope | 440 نقطة     |
| 4                                      | Chantal van den Broek-Blaak | هولندا       | SD Worx                            | 408 نقطة     |
| 5                                      | غريس براون                  | أستراليا     | Team BikeExchange                  | 400 نقطة     |
| 6                                      | إيما نورسجارد يورجنسن       | الدنمارك     | Movistar Team                      | 320 نقطة     |
| 7                                      | Katarzyna Niewiadoma        | بولندا       | Canyon-SRAM Racing                 | 300 نقطة     |
| 8                                      | إليسا بالسامو               | إيطاليا      | Valcar Travel & Service            | 300 نقطة     |
| 9                                      | جولين ديهور                 | بلجيكا       | SD Worx                            | 260 نقطة     |
| 10                                     | أنا فان دير بريغين          | هولندا       | SD Worx                            | 260 نقطة     |
| مصدر: ProCyclingStats Cycling Quotient |                             |              |                                    |              |

## تصنيف الفرق

### الفرق حسب النقاط
| ترتيب الفرق حسب النقاط                 | ترتيب الفرق حسب النقاط             | ترتيب الفرق حسب النقاط | ترتيب الفرق حسب النقاط |
| الفريق                                 | الفريق                             | البلد                  | النقاط                 |
| -------------------------------------- | ---------------------------------- | ---------------------- | ---------------------- |
| 1                                      | SD Worx                            | هولندا                 | 1320 نقطة              |
| 2                                      | Trek-Segafredo                     | الولايات المتحدة       | 1020 نقطة              |
| 3                                      | Movistar Team                      | إسبانيا                | 708 نقطة               |
| 4                                      | FDJ-Nouvelle Aquitaine-Futuroscope | فرنسا                  | 676 نقطة               |
| 5                                      | Liv Racing                         | هولندا                 | 656 نقطة               |
| 6                                      | Jumbo-Visma                        | هولندا                 | 480 نقطة               |
| 7                                      | Canyon-SRAM Racing                 | ألمانيا                | 476 نقطة               |
| 8                                      | Team BikeExchange                  | أستراليا               | 472 نقطة               |
| 9                                      | Valcar Travel & Service            | إيطاليا                | 316 نقطة               |
| 10                                     | Ceratizit-WNT                      | ألمانيا                | 296 نقطة               |
| مصدر: ProCyclingStats Cycling Quotient |                                    |                        |                        |

## تصانيف فرعية

### تصنيف أفضل شاب
| تصنيف أفضل شاب                         | تصنيف أفضل شاب        | تصنيف أفضل شاب | تصنيف أفضل شاب                     | تصنيف أفضل شاب |
| العداء                                 | العداء                | البلد          | الفريق                             | الوقت          |
| -------------------------------------- | --------------------- | -------------- | ---------------------------------- | -------------- |
| 1                                      | إيما نورسجارد يورجنسن | الدنمارك       | Movistar Team                      |                |
| 2                                      | Sarah Gigante ‏        | أستراليا       | Tibco-Silicon Valley Bank          |                |
| 3                                      | Évita Muzic ‏          | فرنسا          | FDJ-Nouvelle Aquitaine-Futuroscope |                |
| 4                                      | لورينا ويبيس          | هولندا         | Team DSM                           |                |
| 5                                      | Maria Novolodskaya ‏   | روسيا          | A.R Monex Women's                  |                |
| 6                                      | Vittoria Guazzini ‏    | إيطاليا        | Valcar Travel & Service            |                |
| 7                                      | Julia van Bokhoven ‏   | هولندا         | Parkhotel Valkenburg               |                |
| 8                                      | Mylène de Zoete ‏      | هولندا         | NXTG Racing                        |                |
| مصدر: ProCyclingStats Cycling Quotient |                       |                |                                    |                |

## وصلات خارجية
- الموقع الرسمي
- لمحة عن سباق ثلاثة أيام من دي بان للسيدات 2021 على موقع  ProCyclingStats   (برو  سايكلنج  ستاتس) - إحصاءات  محترفي  الدراجات.
- ثلاثة أيام من دي بان للسيدات 2021 على موقع إحصائيات الدراجات الإحترافية (الإنجليزية)